# Velòdrom de Campos
El Velòdrom de Campos, també conegut com a Sa Pista, és una instal·lació dedicada al ciclisme en pista a l'aire lliure de Campos (Mallorca, Illes Balears, Espanya). Va estar activa entre 1935 i 2003.

## Història
Sa Pista va ser construïda per una societat formada per tres persones: Silvestre Ginard, Vicenç Jordà i Julià Ballester Amer, que varen adquirir una parcel·la que va ser comprada a tal efecte. El velòdrom es va construir des de gener de 1934 i va ser inaugurat el 21 d'abril de 1935.
Va mantenir la seva activitat regular (salvant l'interín de la Guerra Civil) fins a principis dels anys 60, quan l'afició al ciclisme en pista va començar a declinar a Mallorca de manera generalizada. A partir de llavors la seva activitat va ser cada vegada més espaiada.
El 1973 la pista va canviar de propietari: va ser adquirida pel mecenes del ciclisme mallorquí Andreu Oliver Amengual, qui li va donar un nou impuls. Durante els anys 80 va viure una època puixant, en coincidir amb una generació puixant del ciclisme local de Campos i fins i tot va ser remodelat el 1982. Llavors va adoptar el nom de Velòdrom Andreu Oliver en homenatge al seu propietari, que havia mort recentment (hi ha un altre velòdrom en el municipi veí d'Algaida que va dur temporalment un nom idèntic; per distingir-los se sol utilitzar el nom de les poblacions respectives).
A partir dels anys 90 la seva activitat va decaure gradualment de nou i va celebrar les seves últimes carreres el 2003. Des d'aleshores el velòdrom roman clausurat, en procés de degradació i amenaçat de demolició, ja que la instal·lació no està protegida patrimonialment i es troba en terrenys urbanitzables.

## Esdeveniments

### Competicions estatals
Se celebraren a partir dels anys 50 i 60 i el seu protagonisme va augmentar durant els anys 70 i 80, en part per la clausura del Velòdrom de Tirador de Palma el 1973.
- Campionat d'Espanya de velocitat: 1985.
- Campionat d'Espanya de velocitat (aficionats): 1973.
- Campionat d'Espanya de mig fons rere moto comercial: 1954, 1955, 1976 i 1984.
- Campionat d'Espanya de mig fons rere moto comercial (aficionats): 1973.
- Campionat d'Espanya de mig fons rere moto stayer: 1974.
- Campionat d'Espanya de persecució individual: 1955.
- Campionat d'Espanya de persecució individual (aficionats): 1961 i 1973.
- Campionat d'Espanya de fons: 1974, 1975 i 1985.
- Campionat d'Espanya d'americana: 1974 i 1975.

### Competicions regionals
A nivell balear la pista va acollir alguns campionats regionals de manera molt aïllada, des dels anys 70 fins als anys 90.
- Campionat de Balears de velocitat: 1985 i 1995.
- Campionat de Balears de mig fons rere moto comercial: 1974.
- Campionat de Balears de fons: 1975 i 1985.
- Campionat de Balears de persecució individual: 1995 i 1995.

## Valor patrimonial
Sa Pista és actualment la segona pista més antiga d'Espanya, tan sols per darrere del Velòdrom de Tirador de Palma (1903). Com la pista palmesana va ser una de les instal·lacions ciclistes de referència de l'Estat fins a la seva clausura. A més dels esmentats campionats d'Espanya de ciclisme en pista i el seu equivalent a Balears va acollir moltes altres proves de primer nivell, amb ciclistes de nivell internacional.